# Tible (musique)
Pour les articles homonymes, voir Tible.

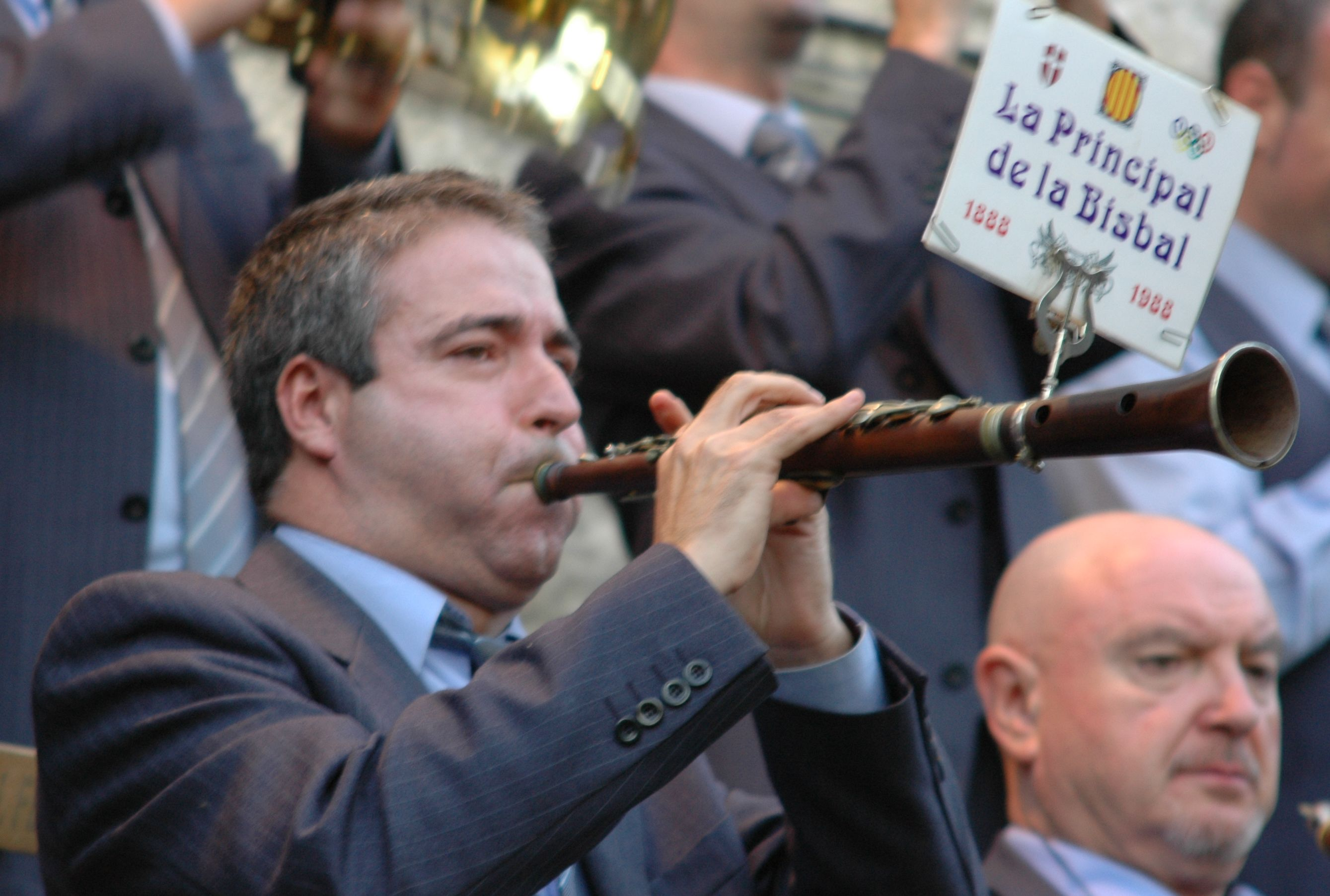

Le tible est un instrument de musique traditionnel catalan employé dans la cobla. Il fait partie de la famille des hautbois. Son origine remonte aux anciennes xeremies (ou « chalemies ») catalanes qui donnèrent naissance à la tarota, prédécesseur du tible mais sans clef.
Le tible étant relativement petit par rapport à sa sœur la tenora, il est plus aigu et donc demande une pression plus importante.

## Facture
Il est formé de deux corps qui s'emboîtent et d'un pavillon en bois, percé de quatre trous destinés à assurer une meilleure justesse aux notes graves. Le tudell est posé au haut du tible pour permettre d'y insérer l'anche.

## Jeu
Il est en fa et son étendue est de deux octaves et une quinte. Sur cet instrument on peut facilement au moyen de la pression des lèvres, baisser ou monter une note donnée d'une seconde, voir d'une quarte. C'est l'habileté de l'exécutant qui remédie au manque de fixité du son. C'est un des rares hautbois traditionnels chromatiques, ce qui lui permet d'être joué dans de nombreux répertoires.